# Partido di General Alvear
Il partido di General Alvear è un dipartimento (partido) dell'Argentina facente parte della Provincia di Buenos Aires. Il capoluogo è General Alvear.

## Toponimia
Il partido, così come il capoluogo, sono intitolati al politico e militare argentino Carlos María de Alvear.